# ۲۴ دسامبر
۲۴ دسامبر سیصد و پنجاه و هشتمین (در سال‌های کبیسه سیصد و پنجاه و نهمین) روز سال در گاه‌شماری میلادی است. ۷ روز تا پایان سال باقی‌است.

## رویدادها
- ۱۹۵۱ -  لیبی از ایتالیا اعلام استقلال کرد.
- ۱۹۶۸ - فضاپیمای آپولو ۸ با ۳ سرنشین وارد مدار ماه شد و ده بار به دور آن چرخید.[۱]
- ۲۰۰۵ - جنگ داخلی چاد: چاد رسما به سودان اعلام جنگ کرد.
- ۲۰۰۸ - ارتش مقاومت خدا حملات خود به جمهوری دموکراتیک کونگو را آغاز کرد.

## زادروزها
- ۱۸۶۷ - توفیق فکرت،  شاعر اهل امپراتوری عثمانی
- ۱۹۰۵ - هوارد هیوز، هوانورد، مهندس و کارگردان آمریکایی
- ۱۹۳۸ – جان بارنول، بازیکن فوتبال اهل بریتانیا
- ۱۹۴۳ - تاریا هالونن، یازهمین رئیس جمهور فنلاند
- ۱۹۵۶ - آنیل کاپور، بازیگر و تهیه‌کنندهٔ هندی
- ۱۹۵۸ - حامد کرزی، رئیس‌جمهور افغانستان
- ۱۹۹۱ - لوئیس تاملینسون، خواننده و ترانه سرای بریتانیایی

## درگذشت‌ها
- ۱۵۲۴ - واسکو دا گاما، دریانورد و کاشف پرتغالی
- ۱۸۱۳ - امپراتریس گو-ساکوراماچی، آخرین امپراتریس ژاپن
- ۱۸۶۳ - ویلیام تاکری، نویسنده، شاعر و طنزپرداز انگلیسی
- ۱۸۷۲ - ویلیام جان مک‌کورن رانکین، مهندس عمران، فیزیکدان و ریاضیدان اسکاتلندی
- ۱۹۳۵ - آلبان برگ، آهنگ‌ساز متعلق به مکتب دوم موسیقی وین
- ۱۹۵۷ - اوکاوا شومیو، نویسنده و سیاست‌مدار ژاپنی و از مترجمان قرآن به زبان ژاپنی
- ۱۹۷۵ - برنارد هرمن، آهنگساز اهل آمریکایی
- ۱۹۸۰ - کارل دونیتس، نظامی آلمانی و فرمانده کل کریگس‌مارینه
- ۱۹۸۲ - لویی آراگون، رمان‌نویس و شاعر سوررئالیست اهل فرانسه
- ۲۰۰۸ - ساموئل هانتینگتون، دانشمند علوم سیاسی آمریکایی
- ۲۰۰۸ - هارولد پینتر، نویسنده، بازیگر، کارگردان و فعال سیاسی انگلیسی
- ۲۰۱۱ - یوهانس هیسترس، خواننده و بازیگر هلندی
- ۲۰۱۲ - ریچارد رادنی بنت، آهنگساز انگلیسی
- ۲۰۱۷ - هتر منزیس، بازیگر آمریکایی

## مناسبت‌ها
- روز استقلال در کشور لیبی

## جُستارهای وابسته
- ویکی‌پدیا:یادبودهای برگزیده/۲۴ دسامبر